# Aspasios von Ravenna
Aspasios (griechisch Ασπασιος, latinisiert Aspasius) aus Ravenna war der Empfänger eines offenen Briefs zum Thema Epistolographie von Philostratos von Lemnos (Flavius Philostratos, erste Hälfte des dritten Jahrhunderts). Aspasios war der Leiter der griechischsprachigen Kanzlei (ab epistulis Graecis) unter Kaiser Caracalla.